# آیدا بویاجیان
آیدا میهرانی بویاجیان (ارمنی: Աիդա Միհրանի Բոյաջյան؛ انگلیسی: Aida Boyajyan؛ ۱۶ دسامبر ۱۹۳۲ - ۲۰۱۹) نقاش اهل ارمنستان بود.

## زندگی‌نامه
وی در ۱۶ دسامبر ۱۹۳۲ در قاهره به دنیا آمد و از کالج دولتی هنرهای زیبای پانوس ترلمزیان و انستیتو دولتی هنری و نمایشی ایروان فارغ‌التحصیل گشت. از ۱۹۵۹ عضو اتحادیه نقاشان ارمنستان بود.  وی در ۲۰۱۹ در سن ۸۷ سالگی درگذشت.

## آثار
آثار وی در مجموعه نگارخانه ملی ارمنستان نگهداری می‌شود